# Eksterganzen
Eksterganzen (Anseranatidae) zijn een familie van vogels uit de orde eendvogels. Het is een monotypische familie en ook een monotypisch geslacht, dus met maar één soort.

## Taxonomie
De familie van de eksterganzen is waarschijnlijk een vroege aftakking van de orde waartoe de ganzen en de eenden behoren. Dat bleek al bij vergelijkend morfologisch onderzoek in de jaren 1980 en werd later bevestigd bij moleculair genetisch onderzoek.
- Geslacht Anseranas
  - Anseranas semipalmata (Ekstergans)